# Lonchorhina marinkellei

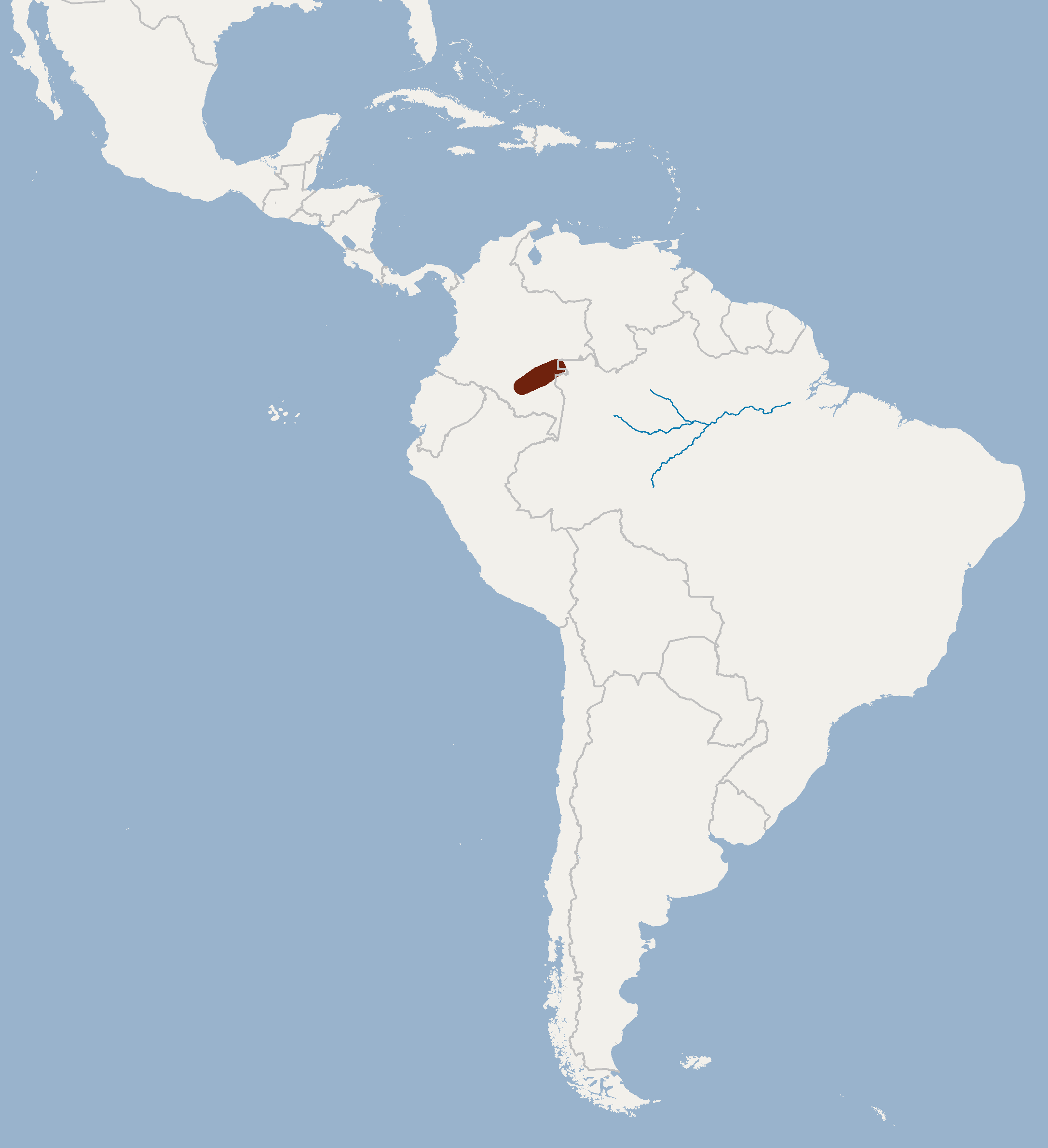
Distribuição

Lonchorhina marinkellei  é uma espécie de morcego da família Phyllostomidae.  É endêmico da Colômbia.  

## Taxonomia e etimologia
Sua descrição ocorreu em em 1978. O espécime foi encontrado em cavernas e outros habitats subterrâneos na Colômbia, único local onde ocorre. Seu epíteto, marinkellei, foi concedido em homenagem a Cornelius J. Marinkelle, biológico que contribuiu significativamente para o conhecimento de morcegos colombianos.

## Descrição
Lonchorhina marinkellei se distingue de outras espécies do gênero por uma série motivos. Seu tamanho  e de seu crânio, por exemplo, são substancialmente maiores, o último abrange de 24,7 a 27,4 mm, enquanto seu antebraço mede 59,0 mm.  

## Ameaças
Atualmente, suas principais ameaças consistem no avanço da pecuária, agricultura e conflitos armados. A criação de bovinos e o cultivo de plantas exóticas são as mais danosas à especie, pois degradam o habitat e diminuem dramaticamente a oferta de alimento. É listado como vulnerável pela lista vermelha da IUCN.  